# Nicolás López (football)
Pour les articles homonymes, voir Nicolas Lopez et Lopez.
Nicolás Federico López Alonso, né le 1er octobre 1993 à Montevideo en Uruguay, est un footballeur uruguayen évoluant au poste d'attaquant au Club Nacional.

## Biographie

### Débuts en Uruguay
Nicolás López débute au Montevideo Wanderers mais n'est pas jugé assez fort physiquement pour passer professionnel, le club de la capitale ne le conserve donc pas. Il rejoint ensuite le Club Nacional où il devient l'un des meilleurs éléments du centre de formation.
Le 24 avril 2011, après avoir été promu en équipe première par l'entraîneur Juan Ramón Carrasco, il fait ses débuts en championnat à 17 ans et inscrit un but face au Central Español. Le 28 mai 2011, il entre à la 67e minute de jeu et inscrit un doublé contre le Defensor SC.

### AS Rome
Le 1er janvier 2012, Nicolás López signe à l'AS Rome pour 1 million d'euros. Il remporte la coupe d'Italie Primavera avec la Roma le 22 mars 2012. 
Le 26 août 2012 il remplace Francesco Totti à la 85e minute lors de la première journée de Serie A face au Calcio Catane et marque son premier but en Italie pour sa première apparition (match nul 2-2).

### Udinese Calcio
Nicolás López est acheté en copropriété par l'Udinese Calcio le 15 juillet 2013 en compagnie de Valerio Verre tandis que Mehdi Benatia est vendu à l'AS Rome.

## Statistiques
| Saison                | Club                  | Championnat           | Championnat | Championnat | Coupe(s) nationale(s) | Coupe(s) nationale(s) | Compétition(s) continentale(s) | Compétition(s) continentale(s) | Compétition(s) continentale(s) | Total | Total |
| Saison                | Club                  | Division              | M.          | B.          | M.                    | B.                    | Comp.                          | M.                             | B.                             | M.    | B.    |
| 2010–2011             | Club Nacional         | Primera División      | 3+1         | 3           | -                     | -                     | -                              | -                              | -                              | 4     | 3     |
| 2011                  | Club Nacional         | Primera División      | 2           | 0           | -                     | -                     | -                              | -                              | -                              | 2     | 0     |
| 2011–2012             | AS Rome               | Serie A               | 0           | 0           | 0                     | 0                     | -                              | -                              | -                              | 0     | 0     |
| 2012–2013             | AS Rome               | Serie A               | 6           | 1           | 1                     | 0                     | -                              | -                              | -                              | 7     | 1     |
| 2013–2014             | Udinese Calcio        | Serie A               | 21          | 2           | 4                     | 1                     | C3                             | 1                              | 0                              | 26    | 3     |
| 2014                  | Udinese Calcio        | Serie A               | -           | -           | 1                     | 0                     | -                              | -                              | -                              | 1     | 0     |
| 2014–2015             | Hellas Vérone (prêt)  | Serie A               | 24          | 5           | 2                     | 0                     | -                              | -                              | -                              | 26    | 5     |
| 2015–2016             | Grenade CF (prêt)     | Liga                  | 7           | 0           | 1                     | 0                     | -                              | -                              | -                              | 8     | 0     |
| Total sur la carrière | Total sur la carrière | Total sur la carrière | 64          | 11          | 9                     | 1                     | -                              | 1                              | 0                              | 74    | 12    |

## Palmarès

### En sélection
Uruguay -20 ans
- Championnat des moins de 20 ans de la CONMEBOL
  - Troisième : 2013.
- Coupe du monde des moins de 20 ans
  - Finaliste : 2013.

### En club
| Club Nacional - Primera División - Champion : 2011. |  | AS Rome - Coupe d'Italie Primavera - Vainqueur : 2012. |

### Distinctions individuelles
- Meilleur buteur du championnat des moins de 20 ans de la CONMEBOL en 2013.
- Ballon d'argent de la coupe du monde des moins de 20 ans 2013.